# Пензиас, Арно Аллан
Арно Аллан Пе́нзиас (англ. Arno Allan Penzias; 26 апреля 1933, Мюнхен — 22 января 2024, Сан-Франциско) — американский астрофизик, профессор, лауреат Нобелевской премии по физике (1978) за открытие космического микроволнового фонового излучения.

## Биография
Родился 26 апреля 1933 года в Мюнхене в еврейской семье, происходившей из Польши. В 1938 году нацисты попытались выслать семью, однако как раз в это время Польша отказалась принимать евреев. В возрасте шести лет через программу «Киндертранспорт» Пензиас был отдельно от родителей эвакуирован в Великобританию. Спустя несколько недель из нацистской Германии бежали и его родители, и в 1940 году семья поселилась в США. Пензиас окончил Бруклинскую техническую школу (1951), Городской колледж Нью-Йорка (1954) и после двухлетней службы в Корпусе связи Армии США Колумбийский университет, где получил степень магистра (1958) и степень доктора (1962), защитив диссертацию под руководством Чарльза Таунса. С 1963 года — научный сотрудник отдела радиофизических исследований компании Bell Telephone Laboratories, в 1976—1979 годах возглавлял лабораторию радиофизических исследований, в 1981—1995 годах — вице-президент по исследованиям Лабораторий Белла, а в 1995—1998 годах — их главный научный сотрудник. В 1995 году переехал в Калифорнию, чтобы работать в компании Lucent Technologies, выделившейся из Лабораторий Белла. С 1998 года — сотрудник венчурной фирмы New Enterprise Associates, консультировал возникающие компании в области информационных технологий и альтернативных источников энергии.
Скончался 22 января 2024 года на 91-м году жизни.

## Научные достижения
Использовав мазер в качестве усилителя в микроволновом приёмнике, Арно Пензиас решил задачу увеличения точности настройки антенны, поместив внутри антенны второй приёмник, нацеленный на заданный источник излучения. С помощью этой антенны он выявил в межзвёздном пространстве молекулу гидроксила. С 1963 года, объединившись с физиком Робертом Вильсоном, начал приспосабливать рупорную антенну для использования в радиоастрономии. Точная настройка и сверхвысокая чувствительность её усилителя позволили учёным измерить интенсивность внеземных радиоисточников. Дополнив установку фильтром от радиопомех, учёные получили возможность измерять интенсивность фонового излучения любого участка неба вблизи изучаемого источника. В 1964 году учёные, использовав свою систему для измерения радиосигналов Кассиопеи А, обнаружили реликтовое излучение, что поставило точку в споре между сторонниками горячей и холодной Вселенной в рамках теории Большого взрыва в пользу первых. За открытие реликтового излучения Пензиас (совместно с Вильсоном) получил Нобелевскую премию по физике (четверть премии за 1978 год, половину премии за этот год получил Пётр Капица, а оставшуюся четверть Вильсон).
Построив приёмник, способный детектировать излучение с длиной волны порядка миллиметра и присоединив его к 36-футовому радиотелескопу, Пензиас и Вильсон обнаружили в 1970 году спектральную линию окиси углерода в области туманности Ориона, а затем ещё шесть межзвёздных молекул. Открытие и исследование межзвёздных молекулярных облаков способствовало прогрессу в понимании образования и эволюции звёзд и галактик.

## Награды и членство в академиях
Арно Аллан Пензиас являлся членом Национальной академии наук США (1975), Национальной инженерной академии США (1990), Американской академии наук и искусств, Американского астрономического общества, Совета попечителей Трентон-колледжа, Консультативной комиссии по астрономии Национального научного фонда США, удостоен медали Генри Дрейпера Национальной академии наук США и медали Гершеля Лондонского королевского астрономического общества. Арно Пензиас также имел почётную учёную степень Парижской обсерватории.

## Общественная деятельность
Во время президентства Рональда Рейгана высказывался против Стратегической оборонной инициативы.
В 2016 году подписал письмо с призывом к Greenpeace, Организации Объединённых Наций и правительствам всего мира прекратить борьбу с генетически модифицированными организмами (ГМО) .

## Избранные публикации
- Penzias A.A., Wilson R.W. A Measurement of Excess Antenna Temperature at 4080 Mc/s // Astrophysical Journal. — 1965. — Vol. 142. — P. 419-421. — doi:10.1086/148307.
- Wilson R.W., Jefferts K.B., Penzias A.A. Carbon Monoxide in the Orion Nebula // Astrophysical Journal. — 1970. — Vol. 161. — P. L43-L44. — doi:10.1086/180567.
- Solomon P.M., Jefferts K.B., Penzias A.A., Wilson R.W. Detection of Millimeter Emission Lines from Interstellar Methyl Cyanide // Astrophysical Journal. — 1971. — Vol. 168. — P. L107-L110. — doi:10.1086/180794.
- Penzias A.A., Burrus C.A. Millimeter-Wavelength Radio-Astronomy Techniques // Annual Review of Astronomy and Astrophysics. — 1973. — Vol. 11. — P. 51-72. — doi:10.1146/annurev.aa.11.090173.000411.
- Liszt H.S., Wilson R.W., Penzias A.A., Jefferts K.B., Wannier P.G., Solomon P.M. CO and CS in the Orion Nebula // Astrophysical Journal. — 1974. — Vol. 190. — P. 557-564. — doi:10.1086/152910.
- Пензиас А. Происхождение элементов: Нобелевская лекция // Успехи физических наук. — 1979. — Т. 129. — С. 581–593. — doi:10.3367/UFNr.0129.197912b.0581.
- Penzias A.A. Nuclear processing and isotopes in the galaxy // Science. — 1980. — Vol. 208. — P. 663-669. — doi:10.1126/science.208.4445.663.
- Langer W.D., Penzias A.A. 12C/13C isotope ratio across the galaxy from observations of 13C18O in molecular clouds // Astrophysical Journal. — 1990. — Vol. 357. — P. 477-492. — doi:10.1086/168935.
- Langer W.D., Penzias A.A. 12C/13C isotope ratio in the local interstellar medium from observations of 13C18O in molecular clouds // Astrophysical Journal. — 1993. — Vol. 408. — P. 539-547. — doi:10.1086/172611.